# Современное слово
«Совреме́нное сло́во» — ежедневная газета, выходившая в Санкт-Петербурге в 1862—1863 году.

## История
Газета выходила в Санкт-Петербурге с 1 июня 1862 по 2 июня 1863 года.
Редактировал газету русский инженер, организатор электротехнического института Н. Г. Писаревский.
«Современное слово» возникло в результате выделения в особое издание неофициальной части газеты «Русский инвалид». В 1862 году служило приложением к «Русскому инвалиду», в 1863 году выходило самостоятельно. С 1862 года редактором «Современного слова» являлся В. Н. Леонтьев, который, среди прочего, поместил в издании ряд своих статей о крестьянской реформе 1848 года. 
Весь состав сотрудников неофициальной части «Русского инвалида» перешел в новую газету. Несмотря на своё официальное происхождение, «Современное слово» оставалось либеральным органом. Газета выступала под знаменем: «полное свободное развитие личности; равенство граждан перед законом; децентрализация системы государственного управления и развития выборного начала, уважение к собственности во всех её видах» и т. д.
В условиях наступления реакции даже эта небольшая оппозиционность, не выходившая за рамки либерализма, вызвала недовольство официальных кругов, и 2 июня 1863 года на 119-м номере газета была закрыта по распоряжению Александра II.